# 빌로제르스케

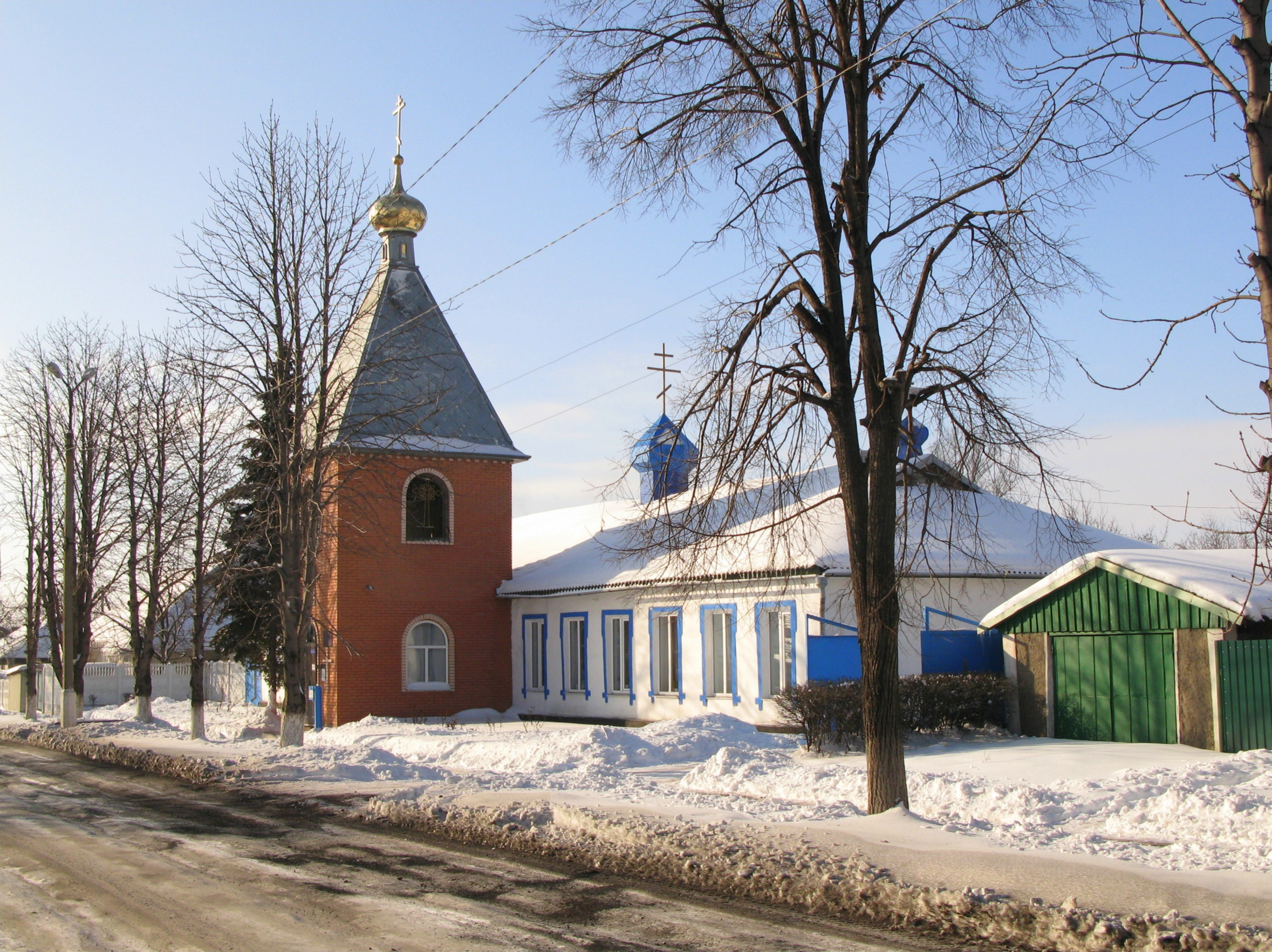

빌로제르스케(우크라이나어: Білозерське, IPA: [b⁽ʲ⁾iɫoˈzɛrsʲke], 러시아어: Белозёрское)는 우크라이나 도네츠크 주의 도시이다. 인구: 11,000명(2025년 추정).

## 역사
1913년 타브리다현 멜리토폴군 출신의 재정착민들이 쿠티르로 설립했다.
1930년에 쿠티르 주변 땅이 소련 국영 농장인 "볼셰비초크"에 추가되었다.
이 정착지는 제2차 세계대전 직후인 1947년 근처에 탄광 "도브로필리아"가 건설되면서 변화되었다.
1966년 도시형 주거지가 도시로 승격되었다. 1969년에 도시의 인구는 20.6만명이었다. 경제의 기초는 석탄 채굴이었다.
1980년대 경제의 기반은 석탄 채굴과 광천수 공장이었다. 1989년 1월, 도시의 인구는 21.1만명이었다.
2013년 1월 인구는 16,101명이었다.

## 인구
2001년 우크라이나 인구 조사에 따르면 모국어 화자 수는 아래와 같다:
- 러시아어 69.8%
- 우크라이나어 29.6%
- 벨라루스어 0.1%